# أنتارتيكا (فلم)
أنتارتيكا هو فيلم من نوع مغامرة ودراما أُصدر في 1983. الفيلم من توزيع كادوكاوا بيكتشيرز ‏، وهو من إخراج وسيناريو Koreyoshi Kurahara ‏.

## القصة
تقع أحداث الفيلم في القارة القطبية الجنوبية.

## طاقم التمثيل
- ايجي اوكادا
- ماساكو ناتسومي
- سو يامامورا
- Tsunehiko Watase [الإنجليزية]‏
- Shigeru Kōyama [الإنجليزية]‏
- Keiko Oginome [الإنجليزية]‏
- كين تاكاكورا
- كويتشي ساتو
- شين كيشيدا
- تاكيشي كوساكا

## الإنتاج
موسيقى الفيلم التصويرية كانت من تأليف فانجيليس، وأُصدرت الموسيقى التصويرية في ألبوم يدعى Antarctica (Vangelis album) ‏.

## وصلات خارجية
- مقالات تستعمل روابط فنية بلا صلة مع ويكي بيانات